# Колендо Олексій Юрійович
Олексій Юрійович Колендо (нар. 2 березня 1959, м. Умань, Черкаська область) — радянський та український вчений-хімік, викладач, доктор хімічних наук (2001), професор (2003).

## Біографія
Колендо Олексій Юрійович, народився 1959 р. в м. Умань Черкаської обл. З 1966 по 1976 рік навчався в 126 середній школі міста Києва. З 1976 по 1981 р. навчався в Київському державному університеті ім. Т. Г. Шевченка та закінчив кафедру органічної хімії хімічного факультету. З 1981 по 1987 рік працював інженером на кафедрі органічної хімії. З 1986 по 1989 рік — аспірант кафедри хімії мономерів і полімерів. У 1990 році захистив кандидатську дисертацію за спеціальністю 02.00.06 — хімія високомолекулярних сполук. З 1988 по 1994 рр. працював на посаді асистента, а з 1994 по 2002 рр. — доцента кафедри хімії високомолекулярних сполук. З 1996 по 1999 рр. — докторант цієї кафедри. 27.02.01 р. захистив докторську дисертацію за спеціальністю 02.00.06 — хімія високомолекулярних сполук. З вересня 2002 р працював професором, а з 2003 по 2017 рр. — завідувачем кафедри хімії високомолекулярних сполук. У 2003 році йому було присвоєно вчене звання професора. З вересня 2017 р працює професором кафедри хімії високомолекулярних сполук.
За час роботи на факультеті Колендо О. Ю. викладав для студентів хімічного факультету нормативний курс «Хімія високомолекулярних сполук» та курси: «Аналіз мономерів та полімерів», «Методи очищення і ідентифікації мономерів та полімерів», «Фотохімія та хімія інформаційних середовищ і полімерів», «Фотохімія органічних сполук та полімерів», «Методи синтезу та фізико-хімічні дослідження полімерів», «Фізичні методи дослідження полімерів», «Елементний та функціональний аналіз мономерів та полімерів», «Синтез мономерів, олігомерів та полімерів», «Органічна хімію», «Комп'ютерне моделювання полімерів», «Інформатика та програмування», «Сучасні проблеми хімії», «Презентація результатів наукових досліджень» для студентів і аспірантів хімічного факультету та «Науковий образ світу» для студентів юридичного факультету.
Керує науковими роботами студентів та аспірантів. Під керівництвом Колендо О. Ю. захищено 10 кандидатських дисертаційних робіт аспірантами кафедри (у тому числі двома з Радомського технічного університету (Польща)):

## Наукові дослідження
Основні напрямки наукових досліджень: Фотохімія та фотофізика органічних сполук та полімерів, квантово-хімічні розрахунки, синтез та дослідження «розумних» полімерів на основі (гет)арил(мет)акрилатів, синтез мономерів та створення полімерних матеріалів зі спеціальним комплексом властивостей для запису інформації та для використання в автоматиці, мікроелектроніці, мікроекситоніці та нелінійній оптиці. Модифікація полімерів для надання останнім фото-, термо-, радіо- та біостабільності, або нестабільності.
Автор понад 460 наукових праць у вітчизняних та зарубіжних фахових виданнях, з них 168 статей (в наукометричній базі даних SCOPUS — 65, h-індекс = 10), 20 патентів, 2 монографій, кількох комп'ютерних програм для розрахунку полімеризаційних та кополімеризаційних параметрів та автор і співавтор навчальних посібників та методичних вказівок..

## Основні наукові праці
- Third-order nonlinear optical response of push-pull azobenzene polymers//Phys. Lett., 544, 2012.
- Second- and third-order nonlinearities of novel push-pull azobenzene polymers//J. Phys. Chem. B 115, 2011.
- Correlation between photochemical reaction and structural feature of benzyliden derivatives //Mol.Cryst. and Liq. Cryst. 2018, 673 (1).
- Some new bis-1, 4 pentazadienes: synthesis and photochemical properties //Mol.Cryst. and Liq. Cryst. 2018, 672 (1).
- UV irradiation induce NLO modulation in photochromic styrylquinoline-based polymers: Computational and experimental studies //Organic Electronics 2019, 66.
- Synthesis and Study of Methacrylic Monomers and Polymers on the Basis of Aurones //Springer Proceedings in Physics,2019, 222.
- Quantum chemical investigation of new model bent-shaped bis-azomethines for nonlinear optics applications //Mol.Cryst. and Liq. Cryst. 2018, 671 (1).
- A Recording Medium Based on Copolymer of 4-((1, 5-Dimethyl-3-oxo-2-phenyl-2, 3-dihydro-1H-pyrazol-4-yl) diazenyl) phenyl Methacrylate with Nonyl Methacrylate for Polarization Holography //Polymer Science, Series B 2018, 60.
- Novel efficient nonlinear optical azo-and azomethine polymers containing an antipyrine fragment: synthesis and characterization //Journal of Materials Chemistry 2020, C 8 (26). (усі — співавт.).